# Stuart Laidlaw
Stuart Ralston Laidlaw (Havelock, Ontário, 2 de março de 1877 – Vancouver, Colúmbia Britânica, 22 de novembro de 1960) foi um jogador de lacrosse canadense. Laidlaw era membro da Shamrock Lacrosse Team na qual conquistou a medalha de ouro nos Jogos Olímpicos de Verão de 1904 em Saint Louis.